# خانة هاي تشهارشنبة
خانة هاي تشهارشنبة (بالفارسية: خانه‌های چهارشنبه) هي قرية تقع في البلدة المركزية في إيران. يقدر عدد سكانها بـ 610 نسمة بحسب إحصاء 2016.